# Holomelina obscura
Holomelina obscura là một loài bướm đêm thuộc phân họ Arctiinae, họ Erebidae.